# Potârnichea, Constanța
Potârnichea este un sat în comuna Topraisar din județul Constanța, Dobrogea, România. La origine este o localitate tătărească în trecut purtând numele turcesc Abdullah . La recensământul din 2002 avea o populație de 484 locuitori.
Pe teritoriul satului curge un pârâu denumit Abdullah Deresí ce își are izvoarele în vestul localității Potârnichea și curge prin  vestul satului, având un debit foarte mic. Localnicii i-au blocat  traseul în dreptul satului utilizând apa pentru irigatul grădinilor, motiv  pentru care restul văii este lipsit de apă.
DJ 381 și DC 1A ce leagă localitățile Potârnichea(Abdullahkóy) – Movilița(Musurat) – Bărăganu(Osman-Fakî).